# Antipathes herdmanni
Antipathes herdmanni är en korallart som beskrevs av Cooper 1909. Antipathes herdmanni ingår i släktet Antipathes och familjen Antipathidae. Inga underarter finns listade i Catalogue of Life.